# Jang Seung-jo
Jang Seung-jo (Hangul: 장승조, Hanja: 张勝祖, RR: Jang Seungjo, McCune-Reischauer: Chang Sŭngcho), es un actor surcoreano.

## Biografía
Estudió en la Universidad Sangmyung (inglés: "Sangmyung University").
En julio del 2014 se confirmó que estaba saliendo con la cantante surcoreana Lee Ji-yeon más conocida como "Lina" desde hacía dos años, la pareja se casó el 22 de noviembre del 2014 en una ceremonia privada y más tarde en septiembre del 2018 le dieron la bienvenida a su primer hijo. y el 31 de diciembre de 2021 a su primera hija.

## Carrera
Desde 2019 es miembro de la agencia "Ace Factory" (에이스팩토리).
En el 2014 se unió al elenco recurrente de la serie Liar Game donde interpretó a Kim Bong-geun, un asistente del congreso.
En 2015 se unió al elenco recurrente de la serie The Scholar Who Walks the Night donde dio vida al Príncipe Heredero Sadong, el padre del Príncipe Heredero Lee Yoon (Shim Chang-min). Sadong es asesinado por el vampiro Gwi (Lee Soo-hyuk) mientras intentaba buscar la forma de detenerlo.
En el 2016 se unió al elenco recurrente de la serie Splendid Politics donde interpretó al Príncipe Jeongwon, uno de los hijos del Rey Seonjo de Joseon (Park Yeong-gyu).
En el 2017 se unió al elenco recurrente de la serie The Package donde dio vida a Bae Hyeong-goo, el exesposo de Yoon So-so (Lee Yeon-hee).
En noviembre del mismo año se unió al elenco principal de la serie Money Flower, donde interpretó a Jang Boo-cheon, el heredero de la fortuna del grupo empresarial Cheong-A e hijo de Jung Mal-ran (Lee Mi-sook), hasta el final de la serie en febrero de 2018. El actor Chae Sang-woo interpretó a Boo-cheon de adolescente.
En agosto del 2018 se unió al elenco recurrente de la serie Familiar Wife donde dio vida a Yoon Joong-hoo, el mejor amigo de Cha Joo-hyuk (Ji Sung) y cuya vida cambia cuando se ve involucrado en un inesperado incidente.
En noviembre del mismo año se unió al elenco recurrente de la serie Encounter donde interpretó a Jung Woo-seok, el exesposo de Cha Soo-hyun (Song Hye-kyo).
El 29 de noviembre del 2019 se unió al elenco principal de la serie Chocolate donde dio vida a Lee Joon, un neurocirujano con un gran ego que no acepta perder y que constantemente está compitiendo contra el doctor Lee Kang (Yoon Kye-sang), hasta el final de la serie el 18 de enero de 2020.
El 6 de julio del 2020 se unió al elenco de la serie The Good Detective (también conocida como "Model Detective") donde interpretó a Oh Ji-hyuk, un perspicaz detective de élite de nueve años que no comparte sus sentimientos con los demás debido al dolor que experimentó cuando era joven, que no se deja influir por el dinero y el poder, hasta el final de la serie el 25 de agosto del mismo año.
En agosto del mismo año se anunció que se había unido al elenco principal de la serie Snowdrop, donde da vida a Lee Kang-moo, el incansable jefe del Equipo 1 del Servicio Nacional de Inteligencia (NIS), que siempre insiste en hacer todo según las reglas.

## Filmografía

### Series de televisión
| Año     | Título                          | Personaje                   | Notas        | Ref.          |
| ------- | ------------------------------- | --------------------------- | ------------ | ------------- |
| 2014    | God's Quiz S4                   | Lee Jae-joon                |              |               |
| 2014    | Liar Game                       | Kim Bong-geun               |              |               |
| 2015    | I Order You                     | Kevin                       |              |               |
| 2015    | The Scholar Who Walks the Night | Príncipe Heredero Sadong    |              |               |
| 2015    | All About My Mom                | Jang Cheol-woong (de joven) |              |               |
| 2016    | Splendid Politics               | Príncipe Jeongwon           |              |               |
| 2016    | Six Flying Dragons              | Erudito                     |              |               |
| 2016    | Marrying My Daughter Twice      | Choi Jae-yeong              |              |               |
| 2017    | Teacher Oh Soon Nam             | Cha Yoo-min                 |              |               |
| 2017    | The Package                     | Bae Hyeong-goo              |              |               |
| 2017-18 | Money Flower                    | Jang Boo-cheon              | 24 episodios | [ 21 ]        |
| 2018    | Familiar Wife                   | Yoon Joong-hoo              | 16 episodios |               |
| 2018    | Encounter                       | Jung Woo-seok               |              |               |
| 2019-20 | Chocolate                       | Dr. Lee Joon                | 16 episodios |               |
| 2020    | The Good Detective              | Det. Oh Ji-hyuk             | 16 episodios |               |
| 2021    | Snowdrop                        | Lee Kang-moo                |              |               |
| 2023    | Can We Be Strangers?            | Goo Eun-beom                |              | [ 22 ]        |
| 2023-24 | El juego de la muerte           | Lee Ju-hun                  | Serie web    | [ 23 ]        |
| 2024    | Nothing Uncovered               | Seol Woo-jae                | 16 episodios | [ 24 ] [ 25 ] |

### Películas
| Fecha | Título                 | Personaje        | Notas                                                           | Ref.          |
| ----- | ---------------------- | ---------------- | --------------------------------------------------------------- | ------------- |
| 2001  | Bochosun               | -                |                                                                 |               |
| 2004  | Happy Delivery Service | -                |                                                                 |               |
| 2005  | On Air                 | -                |                                                                 |               |
| 2010  | Romantic Debtors       | Dong-ryul        |                                                                 |               |
| 2017  | Heart Blackened        | Jefe del Estudio | Junto a Ryu Jun-yeol, Lee Soo-kyung, Park Hae-joon y Jo Han-chu |               |
| 2020  | Secret Zoo             | Sung-min         |                                                                 | [ 26 ] [ 27 ] |

### Programas de variedades
| Fecha | Programa                                | Notas                                         |
| ----- | --------------------------------------- | --------------------------------------------- |
| 2017  | The Return of Superman                  | (ep. "We Need Secrets of Our Own") - invitado |
| 2018  | 1 Percent of Friendship (1% Friendship) | 3 episodios - (ep. #7-9) - invitado           |

### Presentador
| Año  | Título                    | Notas                    |
| ---- | ------------------------- | ------------------------ |
| 2020 | 56th Baeksang Arts Awards | presentador de categoría |

### Teatro
| Fecha       | Obra                    | Notas                         |
| ----------- | ----------------------- | ----------------------------- |
| 2019        | King Arthur             | (musical)                     |
| 2017        | The Devil               | (musical)                     |
| 2014        | Blood Brothers          | (musical)                     |
| 2014        | Trace U                 | (musical)                     |
| 2013 - 2014 | Puzzle                  |                               |
| 2013 - 2014 | Gutenberg!              | (musical)                     |
| 2013        | Students                |                               |
| 2013        | Mama, Don't Cry         | (musical)                     |
| 2012        | Bad Magnet              |                               |
| 2012        | Sherlock Holmes         | (musical)                     |
| 2012        | Black Mary Poppins      | (musical)                     |
| 2011        | Temptation of Wolves    | junto a Lee Ji-yeon (musical) |
| 2011        | Thrill Me               | (musical)                     |
| 2009        | The Story of Cheong     | (musical)                     |
| 2008 - 2009 | Lee Soon Sin            | (musical)                     |
| 2008        | The Covenant of Journey | (musical)                     |
| 2008        | Sex Is Zero             | (musical)                     |
| 2008        | Romeo and Juliet        | (musical)                     |
| 2007        | Fix my Makeup           | (musical)                     |
| 2007        | West Side Story         | (musical)                     |
| 2006        | Miss Saigón             | (musical)                     |
| 2006        | Dino & Flora            | (musical)                     |
| 2006        | Story of Cinderella     | (musical)                     |
| 2005        | Proposal                | (musical)                     |

## Premios y nominaciones
| Año  | Premio              | Categoría                                            | Trabajo                    | Resultado |
| ---- | ------------------- | ---------------------------------------------------- | -------------------------- | --------- |
| 2016 | SBS Drama Award     | Special Award, Actor in a Serial Drama               | Marrying My Daughter Twice | Nominado  |
| 2017 | MBC Drama Award     | Male Excellence in a Weekend Drama                   | Money Flower               | Ganó      |
| 2018 | 6th APAN Star Award | Excellence Award, Actor in a Serial Drama            | Money Flower               | Ganó      |
| 2019 | 14th Soompi Award   | Excellence Award, Supporting Actor in a Serial Drama | Familiar Wife              | Nominado  |